# Clay megye (Nyugat-Virginia)
Clay megye az Amerikai Egyesült Államokban, azon belül Nyugat-Virginia államban található. Megyeszékhelye és legnagyobb városa Clay. Lakosainak száma 8051 fő (2020. április 1.). Clay megye Calhoun, Nicholas, Kanawha, Roane és Braxton megyékkel határos.

## Népesség
A megye népességének változása:
| Lakosok száma | 9356 | 9373 | 9284 | 9244 | 8910 | 8051 |
|               | 2010 | 2011 | 2012 | 2013 | 2015 | 2020 |